# Bru kommun
Bru kommun (norska: Bru kommune) var en kommun i Sogn og Fjordane fylke i västra Norge. Kommunen omfattade ett område i den sydöstra delen av nuvarande Kinns kommun (Bru socken) samt ett mindre område i den norra delen av nuvarande Askvoll kommun. Byn Stavang utgjorde kommunens centralort.

## Administrativ historik
Bru kommun upprättades den 1 januari 1923 genom utbrytning ur dåvarande Kinns kommun. Kommunen hade 1 560 invånare vid upprättandet.
Den 1 januari 1964 upplöstes kommunen och delades. Huvuddelen (med 1 155 invånare) fördes, tillsammans med kommunerna Eikefjord, Florø och Kinn samt delar av kommunerna Bremanger och Vevring, till den då nybildade Flora kommun (sedan den 1 januari 2020 en del av Kinns kommun) medan området söder om Førdefjorden (med 92 invånare) fördes, tillsammans med en del av Vevrings kommun, till Askvoll kommun. Kommunen hade vid delningen totalt 1 247 invånare.